# Список керівників держав 1057 року
Список керівників держав 1057 року — це перелік правителів країн світу 1057 року.
Список керівників держав 1056 року — 1057 рік — Список керівників держав 1058 року — Список керівників держав за роками

## Європа
- Англія:
  - Король Англії — Едуард Сповідник (1042—1066)
  - Корнволл — граф Герберт ап Ґодвін (1050—1066)
- Балканський півострів:
  - Дукля — Михайло I (1044/1050-1077)
- Білорусь:
  - Полоцьке князівство — Всеслав Брячиславич (1044—1067)
  - Турівське князівство — Ізяслав Ярославич (1052/1054-1072)
- Волзька Болгарія — Ашрафхан (1028—1061)
- Вельс:
  - Королівство Гвент — Гріфід ап Ллівелін (1055—1063)
  - Королівство Гвінед — Гріфід ап Ллівелін (1039—1063)
  - Дехейбарт — Гріфід ап Ллівелін (1055—1063; вдруге)
  - Морганнуг — Гріфід III (1055—1063)
  - Королівство Повіс — Гріфід ап Ллівелін (1039—1063)
- Візантійська імперія — Михаїл VI (1056—1057); Ісаак I Комнін (1057—1059)
  - Іверія (фема) — Аарон Болгарин (1055—1057); Іоанн Монастіріот (1057—1059)
  - Парістріон — Василь Апокап (1056—1064)
  - Неаполітанське герцогство — Сергій V (1042–1082)
- Ірландія — верховний король Доннхад мак Бріайн (1022—1063)
  - Айлех — Ніалл мак Маел Сехнайлл (1036—1061)
  - Айргіалла — О'Баойгеллайн (1053—1087)
  - Дублін (королівство) — Мурхад мак Діармата мак Маел на м-Бо (1052—1070)
  - Коннахт — Аед IV Ін Гай Бернах МакТадг (1046—1067)
  - Ленстер — Діармайт мак Майл на м-Бо (1042—1072)
  - Король Міде — Конхобар Уа Маел Сехлайнн (1030—1073)
  - Мунстер — Доннхад мак Бріайн (1025—1064)
  - Улад — Ніалл мак Еохада (1016—1063)
    - Конайлле Муйрхемне — Кінаед мак Мейк Одормайк (1052—1066)
- Італія:
  - Герцогство Апулія і Калабрія — Онфруа (1050/1051-1057); Роберт Гвіскар (1057—1085)
  - Арборейський юдикат — Торхіторіо Баризон (1038—1073)
  - Венеційська республіка — дож Доменіко I Контаріні (1043—1071)
  - Кальярський юдикат — Маріано I (1016?—1058)
  - Князівство Капуанське — Пандульф VI (1050—1057); Ландульф VIII (1057—1058)
  - Князівство Беневентське — Пандульф III (1054–1059), вдруге
  - Герцогство Гаета — Атенульф I (1045-1062)
  - Маркграфство Монферрат — Оттоне II (1044—1084)
  - Салернське князівство — Гізульф II (1052–1077)
  - Сполетське герцогство — до папської держави 1056—1057; Годфрід (1057—1070)
  - Агрігентська тайфа — Алі ібн аль-Хаввас (1053—1067)
  - Сиракузька тайфа — Мухаммед ібн аль-Тумна (1053—1062)
  - Трапанська тайфа — Абдаллах ібн Манкут (1053—1065)
  - Маркгафство Тоскана — Беатриса (1052-1076), як регент для Фрідріха та Матільди; Годфрід I (1054-1069), як чоловік Беатриси
  - Торреський юдикат — Торхіторіо Баризон (1038—1073)
  - Принц-єпископство Тренто — вакансія до 1068
    - Катепанат Італії — Аргир (1050—1058)
- Кавказ:
  - Цар Картлі, Кахетії та Абхазії Баграт IV (1027—1072)
  - Кахетинсько-Еретське царство — Гагік I (1039—1058)
- Німеччина:
  - Маркграфство Австрія — Ернст (1055—1075)
  - Герцогство Баварія — Агнес де Пуатьє (1055—1061)
  - Принц-єпископство Бріксен — Алтвін (1048/1049-1091)
  - Архієпископ Зальцбургу — Бальдовін (1041—1060)
  - Герцогство Каринтія — Отакар I (1055/1056-1064)
  - Кельнське курфюрство — Анно II (1056—1075)
  - Крайна (марка) — Ульріх I (1045—1060)
  - Лужицька марка — Дедо II фон Веттін (1046—1069)
  - Архієпископ Майнца Ліутпольд I (1051—1059)
  - Маркграфство Мейсен — Вільгельм IV (1046—1062)
  - Ободрицький союз — Годеслав (1043—1066)
  - Герцогство Саксонія — Бернхард II (1011—1059)
  - Саксонська марка — Дедо II фон Веттін (1046—1075)
  - Герцогство Швабія — Рудольф Рейнфельденський (1057—1079)
- Піренейський півострів
  - Королівство Арагон — Раміро I (1035—1063)
  - Барселонське графство — Рамон-Беренгер I (1035—1076)
  - Графство Безалу — Гільєрмо II (1052—1066)
  - Королівство Кастилія — Фернандо I (1035—1067)
  - Королівство Леон — король Леону Галісії та Астурії Фердинанд I Великий (1037—1065)
  - Альмерійська тайфа — Абу Ях'я Мухаммад аль-Мутасім (1052—1091)
  - Альхесіраська тайфа — Аль-Касім авль-Ватік (1048—1058)
  - Валенсійська тайфа — Абд аль-Азіз (1021—1061)
  - Гранадська тайфа — Бадіс ібн Хабус (1038—1073)
  - Денійська тайфа — Алі Ікбал ад-Даула (1044—1076)
  - Кармонська тайфа — Аль-Азіз (1052/1053-1066/1067)
  - Лорка (тайфа) — Абу Мухаммед Абдаллах ібн Лаббун (? -?)
  - Малазька тайфа — Ях'я III (1055—1058)
  - Ронда (тайфа) — Бадіс (1053/1054-1057/1058); Абу Нарс Фатух (1057/1058-1065)
  - Сарагоська тайфа — Ахмад I аль-Муктадир (1046—1081)
  - Севільська тайфа — Аббад II (1042—1069)
  - Сільвес (тайфа) — Мухаммад II (1053—1058)
  - Толедська тайфа — Ях'я I аль-Мамун (1043—1075)
  - Тортоська тайфа — Яла аль-Амірі (1053/1054-1057/1058); Набіл аль-Факі (1057/1058-1060)
  - Бадахоська тайфа — Абу Бакр (1045—1068)
  - Королівство Наварра — Санчо IV (1054—1076)
  - Графство Португалія — Нуно II Мендеш (1050/1054-1071)
- Польща — Казимир I Відновитель (1038/1039-1058)
- Скандинавія
  - конунґ данів — Свейн II Данський (1047—1074)
  - Король Норвегії Гаральд III Суворий (1047—1066)
  - Швеція — Емунд Старий (1050—1060)
- Угорське князівство — король Андрій I (1046—1060)
- Україна — Київський князь Ізяслав Ярославич (1054—1068)
  - Волинське князівство — Ігор Ярославич (1054—1057); Ростислав Володимирович (1057/1060-1064)
  - Переяславське князівство — Всеволод I (1054—1073)
  - Смоленське князівство — В'ячеслав Ярославич (1054—1057); Ігор Ярославич (1057—1060)
  - Чернігівське князівство — Святослав I Ярославич (1054—1073)
- Королівство Франція — Генріх I (1027/1031-1060)
  - Герцогство Аквітанія — Ґійом VII (1039—1058)
  - Арелатське королівство — Генріх III Чорний (1039—1056); Генріх IV (1056—1105)
  - Герцогство Бар — Людовік де Скарпон (1038—1073)
  - Графство Булонь — граф Євстахій II (1049—1088)
  - Графство Бургундія — Ренальд I (1026–1057); Вільгельм I Великий (1057—1087)
  - Графство Нант — Юдіт (1051—1063)
  - Герцогство Васконія — герцог Вільгельм VII (1039—1058)
  - Бретонське герцогство — Жоффруа II Мартел (1040—1060)
  - Голландія — Флоріс I (1049—1061)
  - Ено (графство) — Балдуїн VI (1051—1070)
  - Графство Керсі — Берта (1053—1066/1069)
  - Графство Ла Марш — Адальберт II (1047—1088)
  - Нижня Лотарингія — Фрідріх Люксембурзький (1046—1065)
  - граф Лувену і маркграф Брюсселю Генріх II (1054—1078)
  - Люксембург (графство) — Гізельберт (1047—1059)
  - Льєзьке єпископство — Теодуїн Баварський (1048—1075)
  - Графство Мен — Герберт II (1051—1060)
  - Монбельяр (графство) — Людовик (1042—1073)
  - Монпельє (сеньйорія) — Гільйом II де Монпельє (1025—1058)
  - Намюр (графство) — Альберт ІІ (1018/1031—1063/1064)
  - Нормандія — Вільгельм II (1035—1087)
  - Савойське графство — Оттон (1056—1057/1060)
  - Графство Тулуза — Понс II (1037—1060)
  - Урхельське графство — Ерменгол III (1038—1065)
  - Фландрія — Балдуїн V (1035—1067)
  - Графство Фуа — Роже I де Фуа (1036/1038-1064)
- Хорватія — Степан I (1030—1058)
- Чехія — князь Спитігнєв II (1055—1061)
- Шотландія
  - Король Шотландії Макбет (1040—1057); Лулах (1057—1058)
  - Стратклайд — Макбет (1040—1057). 1057/1058 Шотландія остаточно підкорила собі Стратклайд.
- Святий Престол; Папська держава — папа римський Віктор II (1055—1057); Стефан IX (1057—1058)
- Вселенський патріарх — Михайло Кіруларій (1043—1059)
  - Тбіліський емірат — Абу'л-Хаджа (1054—1062)

## Азія
- Близький Схід:
  - Фатіміди — Мустансир (1036—1094)
  - Багдадський халіфат — Аль-Каїм (1031—1075)
  - Шаріфат Мекки — Шукр ул-Дін (1039—1061)
  - Наджахіди — Насір аль-Муайяд ад-Дін Наджах (1022—1050/1060)
  - Дербентський емірат — аль-Мансур II (1055—1065) вдруге
  - Сельджуцька імперія — Тогрул-бек (1037/1038—1063)
  - Зіяриди — Кекавус (1043—1087)
  - Сулагіди — Алі ас-Сулагі (1047—1066)
  - Держава Ширваншахів — Салар ібн Язід (1050—1063)
- Візантія:
  - Антіохія (фема) — Роман Склір (1057—1058), вдруге
  - Васпуракан (фема) — Василь Апокап (1055—1059)
  - Едеса (фема) — Аарон Болгарин (1056—1057); до 1058 — ?
  - Мелітена (фема) — Василь Махатарій (1055—1065)
  - Месопотамія (фема) — Григорий Магистр (1050—1066)
- Карське царство — Гагік (1029—1065)
- Сюнікське царство — Григор I Ашотян (1051—1084)
- Ташир-Дзорагетська держава — Гурген II (Кюріке II; 1048—1089)
- Династія Лі — Лі Тхань Тонг (1054—1072)
- Індія:
  - магараджахіраджа Гаріяни Ананґпал II (1051—1081)
  - Гуджарадеша — Бгіма I (1022—1063/1064)
  - Династія Какатіїв — Прола I (1030/1050–1075/1076)
  - Камарупа — Дхарма Пала (1035—1050/1060)
  - самраат Кашмірської держави (Династія Лохара) — Анантадева (1028—1063)
  - Мевар (князівство) — Сухіварман (1050? — 1060?)
  - Імперія Пала — Віграхапала III (1055—1070)
  - Держава Пандья — підкорено Чолою до 1190
  - Парамара — Джаясімха I (1055—1060)
  - Полоннарува — Віджаябагу I (1055—1110)
  - Династія Тхакурі — Віджаякамадева I (1040—1059)
  - Саканбарі — нріпа Дурлабхараджа III (1055—1065)
  - Династія Сеунів — Бхілама IV (1045—1060)
  - Держава Хойсалів — Хойсала Вінаядітья (1047—1098)
  - Західні Чалук'ї — Сомешвара I (1042/1043—1068)
  - Східні Чалук'ї — Раджараджа Нарендра (1019—1061)
  - Чандела — магараджа Джеджа-Бхукті Деваварман (1050—1060)
  - магараджа держави Чеді й Дагали Лакшмікарна (1041—1073)
  - Чола — Раджендра Чола II (1051/1054-1063)
- Індонезія:
  - Кедірі (королівство) — Шрі Ітендракара (1051?-1112?)
  - Матарам — Анак Вунгсу (1049—1077)
  - Сунда — Дхармарджа (1042—1064)
  - Шривіджая — Самара Віджаятунггаварман (1044—1077)
- Китай:
  - Далі — до 1081 невідомо
  - ідикут Кучі — до 1126 — невідомі
  - Династія Ляо — Єлюй Хунцзі (1055—1101)
  - Династія Сун — Чжао Чжень (1022—1063)
  - Західна Ся — Лі Лянцзо (1048—1068)
- Корея:
  - Корьо — Мунджон (1046—1083)
- Паганське царство — король Анората (1044—1077)
- Татон — Мануха (1032/1035—1057). Підкорено Паганським царством.
- Персія і Середня Азія
  - Баванди — Карін II (1057—1074)
  - Буїди — Абу Мансур Фулад Сутун (1054—1062)
  - Газневіди — Фаррухзад (1053—1059)
  - Какуїди — Фарамурз (1041—1070)
  - Західнокараханідське ханство — Ібрагім Тамгач-хан (1040—1068)
  - Керманський султанат — Кавурд-бек (1043/1048-1073)
  - Раввадіди — Вахсудан Абу Мансур (1020—1059)
  - Саларіди — Мусафір ібн Ібрагім II (1050—1062)
  - Шеддадіди — Абу-ль-Асвар Шавур I (1049—1067)
- Кхмерська імперія — Удаядітьяварман II (1050—1066)
- Сінгханаваті — Пхромкуман (1029—1089)
- Середня Азія
  - Східнокараханідське ханство — Мухаммад Богра-хан (1056—1057); Ібрагім I Богра-хан (1057—1059/1062)
- Японія — Імператор Ґо-Рейдзей (1045—1068)

## Африка
- Альморавіди — Абдаллах ібн Ясін (1039/1040-1058/1059)
- Берегвати — ?
- Зіріди — Аль-Муїзз ібн Бадіс (1016—1062)
- Канем (імперія) — Бозаджі (1035?—1067)
- Кілва (султанат) — Алі ібн Дауд I (між 1023 і 1083)
- Макурія — до 1077 невідомо
- Нрі — Езе Нрі Іфікуанім (1043—1089/1090)
- Фатіміди — Мустансир (1036—1094)
- Феський емірат — Абу Аттаф Дунас (1041—1060)
- Хаммадіди — Булуггін ібн Мухаммад (1055—1062)
- Королівство Шоа — королева Бадіт (? — 1063)

## Північна Америка
- Маяпанська ліга — Почек-Іш-Цой (1047 — ?)